# Ziziphus hajarensis
Ziziphus hajarensis är en brakvedsväxtart som beskrevs av D.W. Duling, S.A. Ghazanfar och H.D.V. Prendergast. Ziziphus hajarensis ingår i släktet Ziziphus och familjen brakvedsväxter. Inga underarter finns listade i Catalogue of Life.